# Aneristo
Aneristo (em grego clássico: Ἀνήριστος), filho de Espércias, um lacedemônio embaixador, e neto de Aneristo, foi uma figura da Guerra do Peloponeso. Ele foi enviado no início da guerra, por volta de 430 a.C., para solicitar ajuda ao rei da Pérsia. Ele foi rendido pelos atenienses, juntamente com os outros embaixadores que o acompanharam, por Sádoco, filho de Sitalces, rei da Trácia, levado para Atenas e morto.